# Sperberwaldfalke
Der Sperberwaldfalke (Micrastur ruficollis) ist ein fleischfressender Vogel aus der Familie der Falkenartigen. Die Art ist  ein Waldbewohner der tropischen und subtropischen Regionen Mittel- und Südamerikas. Bedingt durch ihre zurückgezogene Lebensweise werden die Vögel eher selten beobachtet, sind jedoch anhand ihres typischen Rufs leicht zu identifizieren.

## Merkmale
Der Sperberwaldfalke ist ein eher kleiner Vertreter seiner Familie, dessen Körperbau an das Leben in dichten Wäldern angepasst ist. Die Art besitzt kurze, abgerundete Flügel, die das Navigieren während des Fluges auf engem Raum erleichtern. Schwanz und Beine sind hingegen vergleichsweise lang, um für eine bessere Balance und schnellere Fortbewegung am Boden und auf Bäumen zu sorgen. Ausgewachsen erreichen die Vögel eine Größe von 33 bis 38 cm, bei einer Flügelspannweite zwischen 49 und 59 cm. Weibliche Sperberwaldfalken werden zumeist etwas größer und schwerer als ihre männlichen Artgenossen, grundsätzlich sind die beiden Geschlechter aber rein optisch schwierig zu unterscheiden. Lediglich eine leichte Tendenz zu einem etwas gräulicheren Gefieder beim Männchen kann außer den Größenunterschieden noch herangezogen werden.
Unabhängig von dem leichten Sexualdimorphismus liegen bei der Art zwei visuell unterschiedliche Morphe vor, die sich vor allem hinsichtlich der Gefiederfärbung an der Oberseite unterscheiden. Bei der grauen Morphe überwiegen an Kopf und Mantel von weißen Tupfern durchzogene Schiefergrautöne, die an den Flügeln immer mehr in Brauntöne übergehen. Die bräunliche Morphe zeigt hingegen rötlich-braune Töne am Rücken, die sich bis in den Bereich der Kehle fortsetzen. Die Grundfärbung in Brust- und Bauchbereich ist bei beiden Formen ein cremiges Weiß, das jedoch von vielen schmalen, braunen bis schwarzen Streifen durchzogen wird. Zur Kehle hin geht dieses Muster in ein einheitliches, blasses Grau über. Die Steuerfedern am Schwanz sind hingegen schwarz, mit einer weißen Spitze und drei weißen bis blassgrauen Balken, die jedoch vor allem im Flug erkennbar sind. Die Unterseite der Schwungfedern zeigt ein blasses Grau, mit einem weißen Balken an der Basis. Die unbefiederten Körperteile wie Beine, Wachshaut und Zügel sind leuchtend gelblich bis orange. Die Iris des Auges ist gelb. Die obere Mandibel des kurzen, stark gekrümmten Schnabels ist grau, die untere hingegen gelblich gefärbt.
Junge Sperberwaldfalken im Jugendkleid sind an Kopf und Mantel noch eher dunkelbraun bis schwärzlich, wobei diese Färbung zum Kopf hin immer dunkler wird, allerdings oft von einem weißen Halsband unterbrochen wird. An den Flügeln sowie an den Konturfedern an der Oberseite des Schwanzes wird die dunkle Färbung häufig von helleren Flecken und Streifen durchzogen. Die übrigen Schwanzfedern sind schwärzlich, mit einer weißen Spitze und drei bis vier schmalen, weißen Balken, die zumeist auffälliger als bei den Adulten sind. Unterseite und Kehle sind cremefarben bis gelbbraun mit je nach Individuum unterschiedlich ausgeprägter Bänderung. Wahrscheinlich sind Jungvögel nach der zweiten vollständigen Mauser, also im Alter von etwa zwei Jahren, optisch nicht mehr von älteren Exemplaren zu unterscheiden. Diese Annahme beruht jedoch nur auf wenigen Beobachtungen nach wissenschaftlicher Methodik und kann daher nicht mit letzter Sicherheit bestätigt werden.

## Verhalten
Sperberwaldfalken verbringen einen Großteil des Tages im Schutz des Waldes, was direkte Beobachtungen ihres Verhaltens schwierig macht. Ausgedehnte Gleitflüge über dem Blätterdach unternimmt die Art nur sehr selten. Die Vögel sind vor allem in den frühen Morgen- und späten Abendstunden deutlich häufiger zu hören als zu sehen, wobei ihr charakteristischer Ruf eine eindeutige Identifizierung erleichtert. Diese Lautäußerungen sollen wie das Bellen eines sehr kleinen Hundes klingen und werden von beiden Geschlechtern gleichermaßen vorgetragen. Sperberwaldfalken gehen lebenslange Paarbindungen ein. Hat ein Paar ein eigenes Territorium gefunden, wird dieses vom Männchen gegen Eindringlinge aus der eigenen Art aktiv verteidigt. Diese werden mit lauten Rufen und Verfolgungsflügen zum Rückzug aufgefordert, tatsächliche Kämpfe zwischen Sperberwaldfalken um die Kontrolle eines Territoriums konnten allerdings bisher nicht beobachtet werden. Die Art gilt in ihrem gesamten Verbreitungsgebiet als Standvogel.

### Ernährung

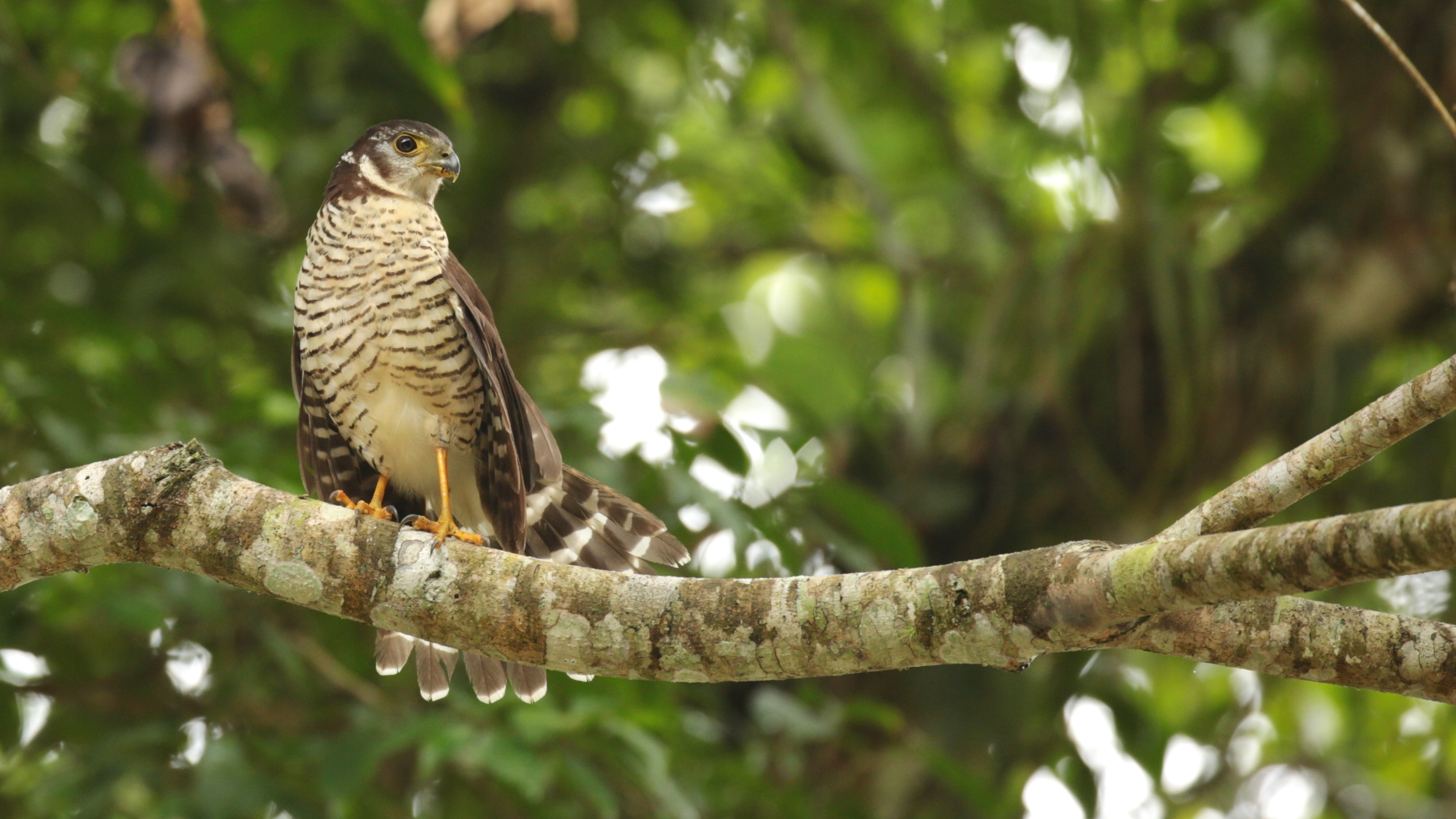
Die Ansitzjagd mit häufig wechselnden Standorten ist eine der bevorzugten Jagdmethoden des Sperberwaldfalken

Sperberwaldfalken ernähren sich fast ausschließlich von tierischer Nahrung, sind ansonsten bei der Wahl ihrer Beute aber nicht wählerisch. Je nach Verfügbarkeit werden Echsen (vor allem der Gattungen Anolis und Ameiva), Gliederfüßer wie Spinnen und Insekten, kleinere Vögel und Amphibien erbeutet. Gelegentlich werden auch Tiere geschlagen, die größer als die Falken selbst sind, wie etwa Weintauben (Patagioenas plumbea) und Kastanientinamus (Crypturellus obsoletus). Beute dieser Größe muss dann unter erhöhtem Risiko an Ort und Stelle verzehrt werden und kann nicht, wie sonst üblich, zunächst durch die Vögel an einen sicheren Ort geschleppt werden. Nur in Ausnahmefällen und ausschließlich während der Brutzeit konnte bislang die ergänzende Aufnahme von Früchten nachgewiesen werden. Während der Jagd bedienen sich Sperberwaldfalken verschiedener Methoden, wobei das Lauern von einer Sitzwarte am häufigsten praktiziert wird. Hierbei warten die Vögel mehrere Minuten lang fast bewegungslos an einer exponierten Stelle unterhalb des Blätterdachs auf vorbeikommende Beute, die dann in einem schnellen, direkten Verfolgungsflug gegriffen wird. Sollte sich keine entsprechende Gelegenheit ergeben, wird der Ansitz während derselben Jagd mehrfach gewechselt. Teilweise werden so große Strecken innerhalb des Territoriums zurückgelegt, bevor die Jagd schließlich erfolgreich ist. Bei entsprechender Verfügbarkeit werden auch die Nester anderer Vogelarten, wie etwa die Hängenester verschiedener Tyrannen, geplündert und deren Nestlinge erbeutet. Die Ortung dieser Nester erfolgt offenbar akustisch anhand der Bettelrufe der Nestlinge. Generell deuten große Ohröffnungen und ein leicht ausgeprägter Gesichtsschleier – ähnlich dem einer typischen Eule – darauf hin, dass das Gehör bei der Jagd eine wichtige Rolle spielt. In anderen Fällen rütteln Sperberwaldfalken mit den Füßen an Ästen und Blättern, um dadurch versteckte Beute aufzuscheuchen. Denselben Effekt hat ein hühnerähnliches Scharren mit den Krallen am Boden, mit dem vor allem kleinere Beutetiere wie Insekten aufgespürt werden sollen. Diese werden dann über kurze Strecken rennend verfolgt. Eine Abwandlung dieses Verhaltens stellt die Suche nach Schwärmen von Treiberameisen (zumeist der Gattung Eciton) dar, denen die Vögel dann teilweise über mehrere Stunden folgen. Hierbei sind nicht die Ameisen selbst das Ziel der Jagd, sondern die vor den Raubzügen der Ameisen flüchtenden Tiere, die dann für die Sperberwaldfalken leicht zu erbeuten sind. Diese Jagdmethode wird vor allem von jüngeren Exemplaren in der Phase kurz nach Verlassen des Nests angewandt.

### Fortpflanzung
Die Balz beginnt in weiten Teilen des Verbreitungsgebiets bereits im Februar, bis zu zwei Monate vor Beginn der eigentlichen Brutzeit. Hierbei sitzt das Männchen auf einer Singwarte und ruft seine Partnerin mit lauten Gesängen zu sich. Antwortet diese entsprechend, fliegt das Männchen zu einer potenziellen Nisthöhle, wo er diese anschließend durch das Weibchen inspizieren lässt. Zeigt dieses durch einen längeren Verbleib in der Höhle Interesse, begibt sich das Männchen auf die Jagd und übergibt die Beute anschließend an seine Partnerin. Daraufhin kommt es in den meisten Fällen zur Begattung. Wurde ein Nistplatz ausgewählt, verbringt das Weibchen zunehmend mehr Zeit in der unmittelbaren Umgebung, je näher der Zeitpunkt der Eiablage rückt, und verlässt sich immer mehr auf die Versorgung durch den Partner. Andere sich nähernde Vögel werden aggressiv vertrieben.
Sperberwaldfalken errichten kein eigenes Nest, stattdessen nutzen sie natürlich entstandene oder von anderen Arten, beispielsweise Spechten, geschaffene Höhlen in älteren, hochgewachsenen Bäumen. Diese bieten einen weichen Untergrund aus vermoderndem Holz, in den die Eier gelegt werden. Ein Abweichen von dieser Strategie ist bislang nur von einem einzelnen Fall aus Guatemala bekannt, wo ein Paar statt einer Baumhöhle eine Aushöhlung in einer Felsklippe für das Brutgeschäft gewählt hat. Ob Nester an felsigen Orten häufiger genutzt werden, ist unklar, da das Fortpflanzungsverhalten der Art bisher lediglich im Rahmen einer einzigen Studie im guatemaltekischen Nationalpark Tikal, in dem es keine solchen Klippen gibt, detailliert beschrieben wurde. Wurde ein Nistplatz endgültig ausgewählt, legt das Weibchen im Abstand von jeweils 24 Stunden zwei bis drei Eier. Diese sind im Verhältnis zur Körpergröße der Vögel recht groß, ihre durchschnittliche Größe liegt bei etwa 44 × 34 mm. Für die Bebrütung der Eier ist ausschließlich das Weibchen zuständig, während das Männchen seine Partnerin in dieser Zeit mit Nahrung versorgt. Das Nest selber betritt der männliche Altvogel in der Regel erst wieder nach dem Schlüpfen der Jungen, stattdessen wird die Nahrung einige Meter von der Nisthöhle entfernt an das Weibchen übergeben. Die Inkubationszeit liegt bei 33 bis 35 Tagen, an die sich eine Nestlingsphase von weiteren 35 bis 44 Tagen bis zum Flüggewerden der Nachkommen anschließt. Unmittelbar nach dem Schlüpfen sind die Jungvögel von einer Schicht weicher, weißer Daunen bedeckt, ihre Augen sind zunächst noch geschlossen und öffnen sich erst nach zwei bis drei Tagen. Nähern sich potenzielle Bedrohungen dem Nest, zeigen die jungen Sperberwaldfalken bereits kurz nach der Geburt ein Schutzverhalten, bei dem sie sich regungslos auf den Boden der Nisthöhle legen und vortäuschen tot zu sein. Für die Nahrungsversorgung bleibt weiterhin das Männchen zuständig, erst ab der zweiten Lebenswoche der Jungen jagt auch die Mutter wieder aktiv, den ganz überwiegenden Teil der Nahrung schafft jedoch weiterhin das Männchen heran. An die Nestlinge wird die Beute allerdings immer durch die Mutter übergeben. Nach dem Verlassen der Nisthöhle bleibt der Nachwuchs noch für einige Zeit weiter von den Eltern abhängig und bettelt bei diesen weiterhin lautstark um Futter. In dieser Zeit entfernen die Jungen sich selten mehr als 50 m von ihrem Nistbaum. Erst nach weiteren vier bis sieben Wochen werden die Jungvögel endgültig selbstständig und verlassen das Territorium der Altvögel. Junge Sperberwaldfalken erreichen gewöhnlich im Alter von drei Jahren selbst die Geschlechtsreife, wobei Einzelfälle bekannt sind, in denen weibliche Exemplare bereits im ersten Jahr nach der Geburt selbst gebrütet haben.
War die erste Brut erfolgreich, kommt es in derselben Brutsaison nicht zu weiteren Nistvorgängen. Geht ein erstes Gelege allerdings verloren, etwa durch Prädation der Eier oder Nestlinge, starten Brutpaare gelegentlich einen zweiten Nistversuch, für den sie sich dann einen neuen Standort suchen. Der prozentuale Anteil erfolgreicher Bruten ist wie bei verwandten Arten vergleichsweise bescheiden und liegt nur bei etwas mehr als 50 %. Hauptgrund hierfür ist offenbar die Anfälligkeit der Höhlennester für eine Prädation durch kletternde Raubtiere wie den Graufuchs (Urocyon cinereoargenteus) oder die Abgottschlange (Boa constrictor).

## Verbreitung und Gefährdung

Verbreitungsgebiet des Sperberwaldfalken

Der Sperberwaldfalke besiedelt ein ausgedehntes Verbreitungsgebiet in Süd- und Mittelamerika, wo er tropische und subtropische Waldgebiete unterhalb von circa 2500 m bewohnt. Im Süden erstreckt es sich bis in die südlichsten Regionen Brasiliens und Paraguays, während im Westen die Bergkette der Anden eine natürliche Begrenzung darstellt. Im Norden ist das Gebiet zunehmend weniger zusammenhängend, die nördlichsten Nachweise sind aus den karibischen Küstenregionen Zentral-Mexikos bekannt. Auf Grund ihrer versteckten Lebensweise in dichten Wäldern gelingen direkte Sichtungen eher selten, weshalb die Art lange Zeit als nicht sonderlich häufig galt. Aktuellere Schätzungen gehen jedoch davon aus, dass der Sperberwaldfalke deutlich häufiger ist als bislang angenommen und lokal einer der häufigsten räuberischen Waldvögel sein dürfte. Dennoch stellt vor allem die zunehmende Abholzung der Wälder langfristig eine Bedrohung für den Fortbestand der Art dar, die für ihr Überleben auf alte, naturbelassene Bestände von Primärwald angewiesen ist. Die IUCN stuft den Sperberwaldfalken derzeit auf der niedrigsten Gefährdungsstufe least concern ein, der allgemeine Populationstrend ist jedoch abnehmend. Alfred Laubmann hatte für sein Werk Die Vögel von Paraguay zwei Bälge, gesammelt von Eugen Josef Robert Schuhmacher (1906–1973) und Michael Mathias Kiefer (1902–1980) in Zanja Moroti und bei San Luis de la Sierra im Departamento Concepción im Bergland des Río Apa, zur Verfügung. Ein weiteres Exemplar hatte Adolf Neunteufel (1909–1979) in der in der Colonie Cambychuelo erlegt. In der Literatur sah er z. B. führte Arnaldo de Winkelried Bertoni die Synonyme Accipter virgatus am Oberlauf des Río Paraná und Thrasyaccipter seminocturnis am Oberlauf des Río Paraná und in Djaguarasapá an. Außerdem erwähnte Laubmann Sapucai durch Charles Chubb. Sowohl William Lutley Sclater als auch Carl Eduard Hellmayr beschäftigten sich mit deem Verbreitungsgebiet der Gattung Micrastur.

## Systematik
Die Erstbeschreibung des Sperberwaldfalken stammt aus dem Jahr 1817 und geht auf den französischen Ornithologen Louis Pierre Vieillot zurück, der für die Art zunächst den wissenschaftlichen Namen Sparvius ruficollis vergab. Je nach Autor werden heute zumeist sechs, seltener sieben Unterarten als gültig betrachtet, die anhand ihrer Gefiederfärbung und vor allem ihrer Lautäußerungen unterschieden werden. Der Status der nördlichsten Population in der mexikanischen Sierra Madre del Sur als eigenständige Unterart ist umstritten, die meisten Autoren betrachten diese derzeit als minimal blassere, klinale Variation von M. r. guerilla. Das Vorliegen unterschiedlicher Morphe bei einigen, aber nicht allen der Unterarten macht die genaue taxonomische Einordnung vieler Exemplare schwierig, insbesondere da auch andere, sehr ähnliche Arten aus der Gattung der Waldfalken (Micrastur) in Teilen des Verbreitungsgebiets sympatrisch vorkommen. So galt etwa der heute als eigenständige Art angesehene Zweibinden-Waldfalke (M. gilvicollis) bis in die 1970er-Jahre als Unterart des Sperberwaldfalken. Moderne phylogenetische Untersuchungen bestätigten darüber hinaus eine besonders enge Verwandtschaft des Sperberwaldfalken mit dem Blei-Waldfalken (M. plumbeus) und dem Mintonwaldfalken (M. mintonii). Die Trennung dieser vier Arten erfolgte sehr wahrscheinlich erst vor erdgeschichtlich kurzer Zeit innerhalb des Pleistozäns. Sie bilden innerhalb der Gattung der Waldfalken einen nach M. ruficollis benannten Artenkomplex. Es werden folgende Unterarten anerkannt:
- M. r. ruficollis (Vieillot, 1817)[29] – Südliches Brasilien, Paraguay und nördliches Argentinien.
- M. r. concentricus (Lesson, RP, 1830)[30] – Südliches Venezuela, Guyanas und Amazonien. Schiefergrau an der Oberseite, weißliche Unterseite mit schwarzer Bänderung. Die bräunlichen Farbakzente der Nominatform fehlen vollständig, des Weiteren ist fast keine Bänderung am Schwanz erkennbar.[3]
- M. r. guerilla Cassin, 1848[31] – Mexiko und Nicaragua. Schiefergrau an der Oberseite, mit blasserem Kehl- und Hinterkopfbereich. Weiße Unterseite mit dunklen Streifen.[3]
- M. r. zonothorax (Cabanis, 1866)[32] – Östliche Ausläufer der Anden in Kolumbien und Venezuela bis nach Bolivien. Eine der dimorphen Unterarten mit einer grauen und einer bräunlichen Variante. Bei beiden Formen sind Wangen und Kehle rötlich-braun gefärbt. Die graue Morphe zeigt dazu einen schiefergrauen Rücken und eine weiß-schwarz gestreifte Unterseite. Die bräunliche Morphe ist allgemein dunkler, mit einem zimtfarbenen Fleck im oberen Brustbereich.[3]
- M. r. interstes Bangs, 1907[33] – Costa Rica, Panama, westliches Kolumbien und westliches Ecuador. Ähnliche Färbung wie M. r. guerilla, lediglich minimal dunkler, aber mit deutlich längeren Schwanzfedern.[3]
- M. r. olrogi Amadon, 1964[34] – Nordwestliches Argentinien. Ebenfalls dimorph mit ähnlichen Varianten wie bei der Nominatform, aber größer und mit leichter Tendenz zu bräunlicherem Gefieder.[3]

Gültigkeit umstritten:
- M. r. oaxacae Phillips, AR, 1966[25] – Mexikanischer Bundesstaat Oaxaca. Allgemein etwas blasser als M. r. guerilla, an den Schwanzfedern ist fast kein Weiß mehr erkennbar.[5]

## Etymologie
Der Begriff Micrastur Gray, GR, 1841 ist in Wortgebilde   mikros, deutsch ‚klein‘ und αστηρ, αστερος astēr, asteros, deutsch ‚Stern‘ wurde für den Kappenwaldfalken eingeführt. Der Artname ruficollis stammt von lateinisch rufus ‚rot, rötlich‘ und lateinisch collaris, collum ‚Kragen, Nacken‘ ab. Olrogi ist Claës Christian Olrog gewidmet. Oaxacae bezieht sich auf Oaxaca. Concentricus hat seinen Ursprung in lateinisch concentricus ‚konzentrisch, konzentrischer Kreis‘, guerilla, guerra im Spanischen Guerilla, Krieg, zonothorax in ζωνη zōnē, deutsch ‚Band, Kordel‘ und θωραξ, θωρακος thōrax thōrakos, deutsch ‚Brustplatte‘ und interstes in lateinisch interstes, interstitis, interstere ‚das dazwischen steht, dazwischen stehen‘. Micrastur pelzelni Risgeway, 1876, ein Synonym für M. r. concentricus, ehrt August von Pelzeln.